# Hafferia
Hafferia – rodzaj ptaków z rodziny chronkowatych (Thamnophilidae).

## Występowanie
Rodzaj obejmuje gatunki występujące w Ameryce Centralnej i Południowej.

## Morfologia
Długość ciała 17–18 cm, masa ciała 38–43 g.

## Systematyka

### Nazewnictwo
Nazwa rodzajowa upamiętnia dr. Jürgena Haffera (1932–2010) – niemieckiego geologa, paleontologa i ornitologa.

### Podział systematyczny
Taksony wyodrębnione z rodzaju Myrmeciza. Gatunkiem typowym jest Thamnophilus immaculatus. Do rodzaju należą następujące gatunki:
- Hafferia fortis (P.L. Sclater & Salvin, 1868) – czarnomrowik okopcony
- Hafferia zeledoni (Ridgway, 1909) – czarnomrowik panamski – takson wyodrębniony ostatnio z H. immaculata[6].
- Hafferia immaculata (Lafresnaye, 1845) – czarnomrowik andyjski